# Toccoa, Georgia
Toccoa är en stad (city) i Stephens County, i delstaten Georgia, USA. Enligt United States Census Bureau har staden en folkmängd på 8 421 invånare (2011) och en landarea på 24,6 km². Toccoa är huvudort i Stephens County.